# وانگ یون (سلسله هان)
وانگ یون () (۱۳۷ – ۴ ژوئیه ۱۹۲)، با نام ادبی زیشی، یک سیاستمدار چینی بود که در زمان سلسله هان شرقی زندگی می‌کرد.  او در دولت هان در طول سلطنت سه امپراتور - امپراتور لینگ (حک. ۱۶۸–۱۸۹)، امپراتور شائو (حک. ۱۸۹) و امپراتور شیان (حک. ۱۸۹–۲۲۰). بالاترین مناصبی که او در آن خدمت کرد، مدیر امور استادان نویسندگی و وزیر توده‌ها در اوایل سلطنت امپراتور شیان بود. در سال ۱۹۲، با کمک ژنرال لو بو و دیگران، کودتای موفقی را در چانگان علیه دونگ ژئو، که حکومت مرکزی هان را کنترل می‌کرد، طراحی کرد و او را ترور کرد. با این حال، در اواخر همان سال، پیروان دونگ ژئو دست به یک ضد کودتا زدند و کنترل دولت مرکزی را دوباره به دست گرفتند. وانگ یون به همراه اعضای خانواده اش دستگیر و اعدام شد.
در رمان تاریخی قرن چهاردهم رمان عاشقانه سه پادشاهی، وانگ یون پدرخوانده دوشیزه خیالی دیائوچان بود که از او برای برانگیختن درگیری بین لو بو و دونگ ژئو استفاده کرد و باعث شد که اولی به خیانت و ترور دومی بپردازد.